# Elvin Hayes
Elvin Ernest Hayes (né le 17 novembre 1945 à Rayville, Louisiane) est un joueur professionnel américain de basket-ball. Il figura parmi les 50 meilleurs joueurs du cinquantenaire de la NBA.
Excellent rebondeur, il est le cinquième meilleur rebondeur de l'histoire de la NBA avec 16 279 réalisations.

## A l'université
Le 20 janvier 1968, le Big E, son surnom, et les Cougars de Houston affrontent Lew Alcindor (connu ensuite sous le nom de Kareem Abdul-Jabbar) des Bruins d'UCLA dans le premier match universitaire retransmis sur une chaîne nationale. Devant une assistance record de 52 693 fans à l'Astrodome de Houston, Hayes marque 39 points et prend 15 rebonds tout en tenant Alcindor à seulement 15 points et permettant la victoire 71-69 sur les Californiens pour briser une série de 47 victoires consécutives des Bruins dans le « Match du siècle ». Cette rencontre vaut certainement à Elvin Hayes de recevoir le trophée de College Player of the Year.
De 1966 à 1968, Hayes est le meilleur marqueur de Houston avec 27,2, 28,4 puis 36,8 points par match.

## En NBA
Hayes entre en National Basketball Association (NBA) aux Rockets de San Diego en 1968 et atteint la marque de 54 points face aux Pistons de Détroit le 11 novembre durant son année rookie. Il mène la ligue au rang des scoreurs avec 28,4 points et est nommé dans la NBA All-Rookie Team.
En 1972, Hayes est transféré aux Bullets de Baltimore, où il reste neuf saisons. Après le déménagement des Bullets à Washington D.C., il fait équipe avec Wes Unseld pour former un duo dominateur sous les panneaux pour conduire l'équipe trois fois aux Finales NBA (1975, 1978 et 1979). Il remporta le titre 1978 face aux Supersonics de Seattle.

## Palmarès

### En franchise
- Champion NBA en 1978 avec les Bullets de Washington.
- Finales NBA en 1975 contre les Golden State Warriors et 1979 contre les SuperSonics de Seattle.

### Distinctions personnelles
- 12 sélections au NBA All-Star Game en 1969, 1970, 1971, 1972, 1973, 1974, 1975, 1976, 1977, 1978, 1979 et 1980.
- Meilleur Marqueur NBA en 1969.
- Meilleur Rebondeur NBA en 1970 et 1974.

## Statistiques
gras = ses meilleures performances

### Universitaires
Statistiques en université d'Elvin Hayes
| Saison    | Équipe   | Matchs | Titul. | Min./m | % Tir | % 3pts | % LF | Rbds/m. | Pass/m. | Int/m. | Ctr/m. | Pts/m. |
| --------- | -------- | ------ | ------ | ------ | ----- | ------ | ---- | ------- | ------- | ------ | ------ | ------ |
| 1965-1966 | Houston  | 29     | —      | 32,6   | 56,7  | —      | 55,6 | 16,9    | —       | —      | —      | 27,2   |
| 1966-1967 | Houston  | 31     | —      | 36,1   | 49,7  | —      | 59,5 | 15,7    | 1,1     | —      | —      | 28,4   |
| 1967-1968 | Houston  | 33     | —      | 38,5   | 54,9  | —      | 61,8 | 18,9    | 1,8     | —      | —      | 36,8   |
| Carrière  | Carrière | 93     | —      | 35,9   | 53,6  | —      | 59,0 | 17,2    | 1,4     | —      | —      | 31,0   |

### Professionnelles

#### Saison régulière
Légende :
| Champion NBA | Meilleur joueur de cette catégorie statistique de la saison |

gras = ses meilleures performances
Statistiques en saison régulière d'Elvin Hayes
| Saison        | Équipe        | Matchs | Titul. | Min./m | % Tir | % 3pts | % LF | Rbds/m. | Pass/m. | Int/m. | Ctr/m. | Pts/m. |
| ------------- | ------------- | ------ | ------ | ------ | ----- | ------ | ---- | ------- | ------- | ------ | ------ | ------ |
| 1968-1969     | San Diego     | 82     | —      | 45,1   | 44,7  | —      | 62,6 | 17,1    | 1,4     | —      | —      | 28,4   |
| 1969-1970     | San Diego     | 82     | —      | 44,7   | 45,2  | —      | 68,8 | 16,9    | 2,0     | —      | —      | 27,5   |
| 1970-1971     | San Diego     | 82     | —      | 44,3   | 42,8  | —      | 67,2 | 16,6    | 2,3     | —      | —      | 28,7   |
| 1971-1972     | Houston       | 82     | 82     | 42,2   | 43,4  | —      | 64,9 | 14,6    | 3,3     | —      | —      | 25,2   |
| 1972-1973     | Baltimore     | 81     | —      | 41,3   | 44,4  | —      | 67,1 | 14,5    | 1,6     | —      | —      | 21,2   |
| 1973-1974     | Capitale      | 81     | —      | 44,5   | 42,3  | —      | 72,1 | 18,1    | 2,0     | 1,1    | 3,0    | 21,4   |
| 1974-1975     | Washington    | 82     | —      | 42,3   | 44,3  | —      | 76,6 | 12,2    | 2,5     | 1,9    | 2,3    | 23,0   |
| 1975-1976     | Washington    | 80     | 73     | 37,2   | 47,0  | —      | 62,8 | 11,1    | 1,5     | 1,3    | 2,5    | 19,8   |
| 1976-1977     | Washington    | 82     | 81     | 41,0   | 50,1  | —      | 68,7 | 12,5    | 1,9     | 1,1    | 2,7    | 23,7   |
| 1977-1978     | Washington    | 81     | 81     | 40,1   | 45,1  | —      | 63,4 | 13,3    | 1,8     | 1,2    | 2,0    | 19,7   |
| 1978-1979     | Washington    | 82     | 81     | 37,9   | 48,7  | —      | 65,4 | 12,1    | 1,7     | 0,9    | 2,3    | 21,8   |
| 1979-1980     | Washington    | 81     | 80     | 39,3   | 45,4  | 23,1   | 69,9 | 11,1    | 1,6     | 0,8    | 2,3    | 23,0   |
| 1980-1981     | Washington    | 81     | 81     | 36,2   | 45,1  | 0,0    | 61,7 | 9,7     | 1,2     | 0,8    | 2,1    | 17,8   |
| 1981-1982     | Houston       | 82     | 82     | 37,0   | 47,2  | 0,0    | 66,4 | 9,1     | 1,8     | 0,8    | 1,3    | 16,1   |
| 1982-1983     | Houston       | 81     | 43     | 28,4   | 47,6  | 50,0   | 68,3 | 7,6     | 2,0     | 0,6    | 1,0    | 12,9   |
| 1983-1984     | Houston       | 81     | 4      | 12,3   | 40,6  | 0,0    | 65,2 | 3,2     | 0,9     | 0,2    | 0,3    | 5,0    |
| Carrière      | Carrière      | 1303   | 688    | 38,4   | 45,2  | 14,7   | 67,0 | 12,5    | 1,8     | 1,0    | 2,0    | 21,0   |
| All-Star Game | All-Star Game | 12     | 4      | 22,0   | 40,3  | —      | 64,7 | 7,7     | 1,4     | 0,7    | 0,9    | 10,5   |

#### Playoffs
Légende :
| Champion NBA | Meilleur joueur de cette catégorie statistique de la saison |

Statistiques en playoffs d'Elvin Hayes
| Saison   | Équipe     | Matchs | Titul. | Min./m | % Tir | % 3pts | % LF | Rbds/m. | Pass/m. | Int/m. | Ctr/m. | Pts/m. |
| -------- | ---------- | ------ | ------ | ------ | ----- | ------ | ---- | ------- | ------- | ------ | ------ | ------ |
| 1969     | San Diego  | 6      | —      | 46,3   | 52,6  | —      | 66,0 | 13,8    | 0,8     | —      | —      | 25,8   |
| 1973     | Baltimore  | 5      | 5      | 45,6   | 50,5  | —      | 69,7 | 11,4    | 1,0     | —      | —      | 25,8   |
| 1974     | Capitale   | 7      | 7      | 46,1   | 53,1  | —      | 70,7 | 15,9    | 3,0     | 0,7    | 2,1    | 25,9   |
| 1975     | Washington | 17     | 17     | 44,2   | 46,8  | —      | 67,7 | 10,9    | 2,2     | 1,5    | 2,3    | 25,5   |
| 1976     | Washington | 7      | 7      | 43,6   | 44,3  | —      | 58,2 | 12,6    | 1,4     | 0,7    | 4,0    | 20,0   |
| 1977     | Washington | 9      | 9      | 45,0   | 42,8  | —      | 69,5 | 13,6    | 1,9     | 1,1    | 2,4    | 21,0   |
| 1978     | Washington | 21     | 21     | 41,3   | 49,1  | —      | 59,4 | 13,3    | 2,0     | 1,5    | 2,5    | 21,8   |
| 1979     | Washington | 19     | 19     | 41,4   | 42,9  | —      | 66,9 | 14,0    | 2,0     | 0,9    | 2,7    | 22,5   |
| 1980     | Washington | 2      | 2      | 46,0   | 39,0  | —      | 80,0 | 11,0    | 3,0     | 0,0    | 2,0    | 20,0   |
| 1982     | Houston    | 3      | 3      | 41,3   | 34,0  | —      | 53,3 | 10,0    | 1,0     | 0,7    | 3,3    | 14,0   |
| Carrière | Carrière   | 96     | 90     | 43,3   | 46,4  | —      | 65,2 | 13,0    | 1,9     | 1,1    | 2,6    | 22,9   |

Dans sa carrière, Hayes marque 27 313 points (10e total de tous les temps à la date de mars 2020) et glane 16 279 rebonds (4e total de tous les temps). Il reste le meilleur marqueur de l'histoire de Washington avec 15 551 points. Il est sélectionné douze fois de suite pour le NBA All-Star Game de 1969 à 1980.
Il est élu au Basketball Hall of Fame en 1990.

## Pour approfondir